# Benedict Anderson
Benedict Richard O'Gorman Anderson (født 26. august 1936, død 13. december 2015) britisk historiker og samfundsforsker. Han var professor emeritus i internationale studier ved Cornell University.
I sit hovedværk Imagined Communities (Forestillede fællesskaber) fra 1983 undersøger han, hvordan det nationale fællesskab er opstået og bindes sammen. Hovedtesen i værket er at nationer er sociale konstruktioner, og ikke, som såkaldte essentialister hævder, bygger på et iboende kulturelt råmateriale. 

## Udvalgt bibliografi
- Some Aspects of Indonesian Politics under the Japanese Occupation: 1944–1945 (1961)
- Mythology and the Tolerance of the Javanese (1965)
- Java in a Time of Revolution; Occupation and Resistance, 1944–1946 (1972)
- A Preliminary Analysis of the 1 October 1965, Coup in Indonesia. Interim Reports Series. Ithaca, New York: Cornell Modern Indonesia Project. 1971. ISBN 9780877630081. OCLC 210798. With Ruth T. McVey.[1]
- "Withdrawal Symptoms" (1976), his most influential work in Thailand,
- Religion and Social Ethos in Indonesia (1977)
- Interpreting Indonesian Politics: Thirteen Contributions to the Debate (1982)
- Imagined Communities: Reflections on the Origin and Spread of Nationalism (1983)
- In the Mirror:  Literature  and Politics in Siam in the American Era (1985)
- Language and Power: Exploring Political Cultures in Indonesia (1990)
- The Spectre of Comparisons: Nationalism, Southeast Asia, and the World (1998)
- "Petrus Dadi Ratu" [Killer Becomes King]. New Left Review. New Left Review. II (3): 7-15. maj-juni 2000.{{cite journal}}:  CS1-vedligeholdelse: Dato-format (link) CS1-vedligeholdelse: postscript (link)
- Violence and the State in Suharto's Indonesia (2001)
- Western Nationalism and Eastern Nationalism: Is there a difference that matters? (2001)
- Debating World Literature (2004)
- "In the world-shadow of Bismarck and Nobel". New Left Review. New Left Review. II (28). juli-august 2004.{{cite journal}}:  CS1-vedligeholdelse: Dato-format (link)
- Under Three Flags: Anarchism and the Anti-Colonial Imagination (2005)[1]
- The Fate of Rural Hell: Asceticism and Desire in Buddhist Thailand (2012)
- A Life Beyond Boundaries: A Memoir (2016)